# Одонвиль
Одонви́ль (фр. Haudonville) — коммуна во французском департаменте Мёрт и Мозель региона Лотарингия. Относится к  кантону Жербевиллер.	

## География
Одонвиль расположен в 32 км к юго-востоку от Нанси, непосредственно граничит с центром кантона Жербевиллером. Соседние коммуны: Фрембуа на северо-востоке, Муаян на востоке, Жербевиллер и Серанвиль на юге, Ременовиль и Моривиллер на юго-западе, Франконвиль на западе, Ксермамениль на северо-западе.

## Демография
Население коммуны на 2010 год составляло 88 человек.
| 1962 | 1968 | 1975 | 1982 | 1990 | 1999 | 2010 |
| ---- | ---- | ---- | ---- | ---- | ---- | ---- |
| 102  | 107  | 94   | 94   | 93   | 80   | 88   |

## Достопримечательности
- Церковь XVIII века, башня XV века.